# Lila Lee
Lila Lee (właśc. Augusta Wilhelmena Fredericka Appel; ur. 25 lipca 1901 w Union Hill, zm. 13 listopada 1973 w Saranac Lake) – amerykańska aktorka filmowa, której kariera rozpoczęła się w epoce kina niemego.

## Wyróżnienia
Posiada gwiazdę na Hollywoodzkiej Alei Gwiazd.

## Wybrana filmografia
- 1933: Samotny kowboj jako Eleanor Jones